# シンシナティ・ベンガルズ
シンシナティ・ベンガルズ（英語: Cincinnati Bengals、略称: CIN）は、アメリカ合衆国オハイオ州シンシナティに本拠地をおくNFLチーム。AFC北地区に所属している。ホームスタジアムはペイコー・スタジアムで、チームの本部も位置している。

## 概要
クリーブランド・ブラウンズのヘッドコーチを務めていたポール・ブラウンによって1966年に設立され、1968年よりアメリカン・フットボール・リーグ（AFL）の10番目のチームとしてプレーを開始した。1970年のAFLとNFLの合併により、AFC中地区の所属になり、2002年からはAFC北地区に所属している。
ポールはチーム創設から1975年までヘッドコーチも務めていた。現在はポールの息子、マイク・ブラウンがオーナーを務めている。スーパーボウルには第16回（1981年）、第23回（1988年）、第56回（2021年）の計3回出場しているが、いずれも敗れている。1990年代から2000年代にかけて長らく混迷を極めており、1990年シーズン以降プレーオフで勝利していないのは現在のNFL32チームの中で最も長い間隔である。

## 歴史

### ブラウンズのライバルとしての誕生
1963年1月、クリーブランド・ブラウンズから追い出されたポール・ブラウンは再びプロフットボールチームを指揮したいと考えていた。また当時のオハイオ州知事のジム・ローズも州内に2つ目のプロフットボールチームを誘致したいと考えており、シンシナティ（当時はクリーブランドに次ぐ州第2の都市であった）がチームの候補地に決定された。ブラウンは新チームの愛称を1937年から1942年にかけてシンシナティに存在したプロフットボールチームの名前からとってベンガルズと名付けた。ベンガルとは、アメリカでも古い歴史を誇るシンシナティ動物園にいた白いベンガルトラにちなむ。本拠地はニッパート・スタジアム。
1968年にAFLのエクスパンションチームとして設立された。当時MLBのシンシナティ・レッズが手狭となったクロスリー・フィールドに代わる新しいスタジアムを欲しており、1957年にナショナルリーグのドジャース、ジャイアンツがニューヨークからフランチャイズを移転していたこともあり、オハイオ州知事、ハミルトン郡、シンシナティ市長は新しく多目的スタジアムを建設することに合意し、リバーフロント・スタジアムが建設され、AFLとNFLの統合後最初のシーズンである1970年からベンガルズも本拠地をニッパート・スタジアム（現在、シンシナティ大学の本拠地）から移転した。AFLとNFLが統合した際、ベンガルズはAFC中地区に所属したが主にAFL所属チームで構成されたAFCに旧NFLからクリーブランド・ブラウンズ、ピッツバーグ・スティーラーズ、ボルチモア・コルツが所属することとなり、ブラウンズ、スティーラーズはベンガルズと同じ中地区に所属することとなった。ブラウンズのアート・モデルオーナーとポール・ブラウンの間には因縁があり同じオハイオ州内同士のチームということもあり、ここに強いライバル意識を持つ関係が作られた。

### 1968年から1970年代

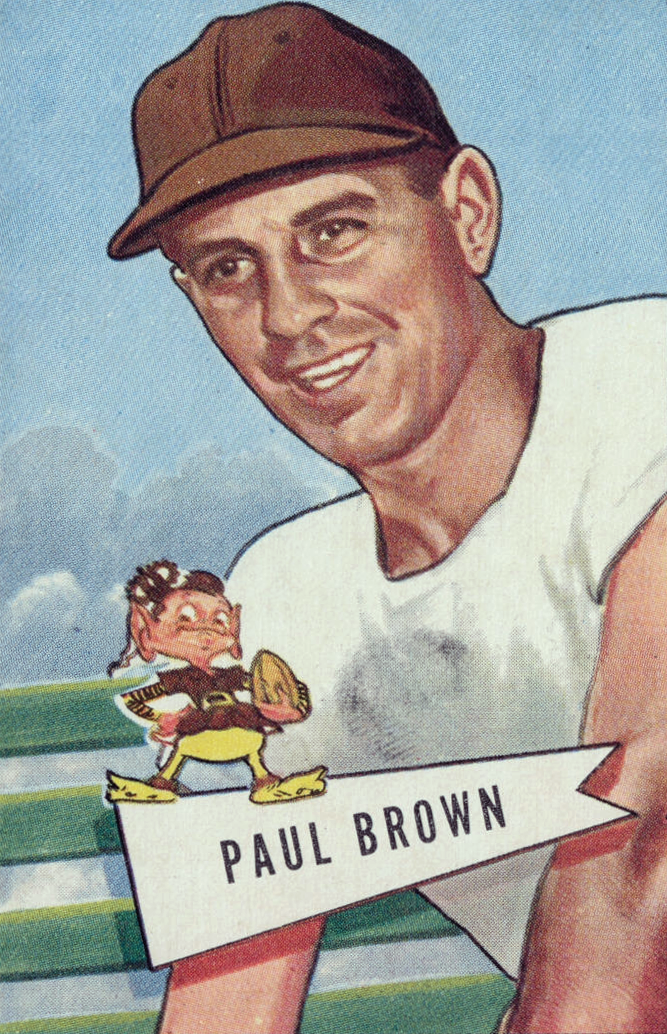
チーム創始者でオーナーとヘッドコーチを務めたポール・ブラウン

1968年、チームは3勝11敗に終わったがRBのポール・ロビンソンが1023ヤードを走り、AFLの最優秀新人選手に選ばれた。ポール・ブラウンがヘッドコーチを務めたが彼はドラフトで平均より知性の高い選手を取ることを好んだ。ハーバード大学からP、WRであったポール・マキナリー、ダートマス大学からはLBのレジー・ウィリアムスが入団した。この戦略のためか、多くの引退選手が解説者として成功を修めた。1969年のNFL/AFLドラフト全体5位でQBグレッグ・クックを獲得、彼はこの年AFL最優秀新人に選ばれた。
1970年シーズン、AFLとNFLの統合がされた初のシーズン、チームは1勝6敗から最終週にボストン・ペイトリオッツを45-7で破り7連勝し、8勝6敗でAFC中地区優勝を果たしプレーオフに出場した。プレーオフでは第5回スーパーボウルに出場したボルチモア・コルツに0-17で敗れた。
1970年代にチームは3回プレーオフに進出したがいずれのシーズンもプレーオフで勝利をあげることはできなかった。1972年12月17日のヒューストン・オイラーズ戦ではチーム史上最多得点となる61-17で勝利した。この試合ではディフェンスバックのレマー・パリッシュがチーム記録となる3インターセプトをマークしている。この年5年目のRBエセックス・ジョンソンがチームトップの825ヤードを走った。
1973年シーズン、最後の6試合に勝利し10勝4敗で地区優勝を果たしたがマイアミ・オレンジボウルでこの年第8回スーパーボウルを制するマイアミ・ドルフィンズに16-34で敗れシーズンを終えた。エースRBのエセックス・ジョンソンはいったんは1000ヤードランを達成したが、シーズン最後のプレーで5ヤードをロスし997ヤードでシーズンを終えた。
1974年11月10日のピッツバーグ・スティーラーズ戦ではケン・アンダーソンが22本中20本のパスを成功、1試合におけるパス成功率NFL記録を作った。この年、アンダーソンはQBレイティングでNFLのQBトップの成績を残した。
1975年11月17日、マンデーナイトフットボールでのバッファロー・ビルズ戦で相手RBのO・J・シンプソンに197ヤードを走られたがアンダーソンがアイザック・カーティスへ137ヤード、チップ・マイアーズへ108ヤード、チャーリー・ジョイナーへ90ヤードなど、パスで447ヤードを獲得し33-24で勝利した。チームはフランチャイズ史上最高勝率となる11勝3敗の成績をあげて、アンダーソンは2年連続NFLのQBレイティングトップとなったが、スティーラーズが12勝2敗で地区優勝し、ワイルドカードでのプレーオフ出場となった。第5週に14-10で破っているオークランド・レイダースとの対戦となったが28-31で敗れた。
1975年シーズン終了と共にポール・ブラウンはヘッドコーチとして8シーズンで40勝32敗の成績を残しオーナー兼ゼネラルマネージャーとなった。
1976年12月12日のシェイ・スタジアムでのNFL最後の試合となったニューヨーク・ジェッツ戦で相手QBのジョー・ネイマスを4回サック、ディフェンスバックのケン・ライリーは3インターセプト（ネイマスから2回、リチャード・トッドから1回）して42-3で勝利した。この試合がネイマスのジェッツでの最後の試合となった。コイ・ベイコンはこのシーズン、22回相手QBをサックしたがサックがNFLの公式記録となるのは1982年まで待たねばならなかった。
1976年からビル・タイガー・ジョンソンが指揮を執っていたが1978年シーズン開幕から5連敗したところで辞任、2年あまりでの成績は18勝15敗であった。彼の後任にはホーナー・ライスが就任し1979年シーズンまでヘッドコーチを務め8勝19敗の成績であった。この間、1978年10月22日のバッファロー・ビルズ戦では5-0とチーム史上最少得点での勝利もあった。

### 1980年代 - 強豪時代

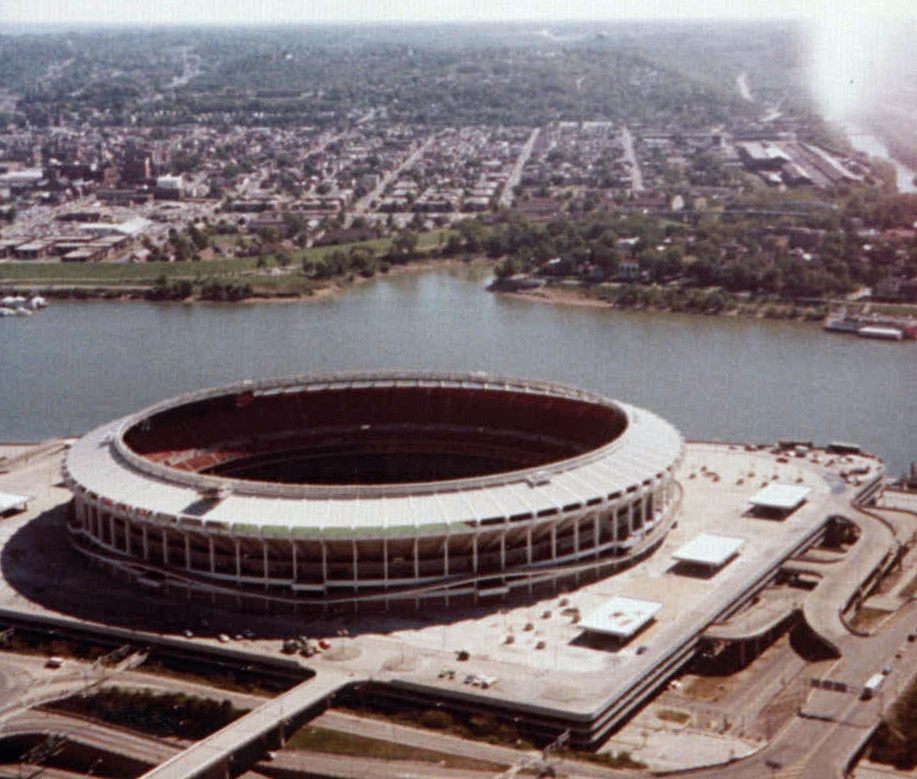
1999年までの本拠地、リバーフロント・スタジアム

1980年代にチームは2回スーパーボウルに出場を果たしたがいずれもサンフランシスコ・フォーティナイナーズに敗れ優勝はならなかった。
1980年からはフォレスト・グレッグがヘッドコーチとなった。12月21日のクリーブランド・ブラウンズ戦でDEのエディ・エドワーズは相手QBブライアン・サイプを5サックするチーム記録を作った。
1981年シーズン、この年よりヘルメットを縞々のものに変えた。シアトル・シーホークスとの開幕戦でケン・アンダーソンがパス15回中5本成功、前半だけで3インターセプトを喫し0-21とリードされた。控えQBのジャック・トンプソンも負傷していたため、第3QBのターク・ショナートがリリーフし、27-21と逆転勝利した。開幕戦での不調にもかかわらず、アンダーソンは残り15試合でわずか7インターセプトしか相手に与えずQBレイティングトップとなり、シーズンMVPとなった。またRBピート・ジョンソンは1,077ヤードを走った。11月8日のサンディエゴ・チャージャーズ戦でルイス・ブリーデンの2インターセプトする活躍などで40-17と勝利した。このうち1回は102ヤードのインターセプトリターンTDとなっている。
チームは12勝4敗で地区優勝を果たし、翌年1月3日、地元リバーフロント・スタジアムでのバッファロー・ビルズでプレーオフ初勝利をあげた。1月10日に行われたAFCチャンピオンシップゲームのサンディエゴ・チャージャーズ戦はフリーザーボウルと呼ばれることになるほどの寒さの中で行われた。風速による影響も考慮した体感温度は氷点下45度となりNFL史上最も低い条件となった。27-7でベンガルズが勝利し、デトロイトのポンティアック・シルバードームで行われた第16回スーパーボウルに進出した。
この試合はメイソン＝ディクソン線より北で行われた初めてのゲームとなった。この試合は対戦相手であるサンフランシスコ・フォーティナイナーズと共に両チームがスーパーボウル初出場であった。ベンガルズは前半ミスが目立ち0-20と当時のスーパーボウル史上最も点差をつけられてハーフタイムを迎えた。後半に入り反撃が始まり15点差を詰めたが21-26で敗れた。敵陣1ヤードまで攻め込みながら4thダウンギャンブルの失敗もあった。ベンガルズはこの試合で3つのスーパーボウル記録（ダン・ロスの11キャッチ、ケン・アンダーソンのパス成功25回、パス成功率73.5％）を作ったが勝利につなげることはできなかった。
1982年シーズン、11月28日のロサンゼルス・レイダース戦でケン・ライリーが相手QBのジム・プランケットから自身の記録タイとなる3インターセプトをマーク、31-17と勝利した。12月20日のマンデーナイトフットボールのサンディエゴ・チャージャーズ戦でケン・アンダーソンはチーム記録となる40本のパスを成功させたがチームは34-50で敗れた。このシーズン、ケン・アンダーソンはNFL記録となるパス成功率70.55%を達成、最終節のオイラーズ戦では20本連続パス成功のNFLの記録も作った。プレーオフではニューヨーク・ジェッツをホームで迎え撃ったが17-44で敗れた。1983年シーズン終了と共にグレッグヘッドコーチは辞任した。4シーズンの成績は28勝17敗であった。
1984年からベンガルズの元控えQBだったサム・ワイチがヘッドコーチとなった。この年5月チームは過去7年チームのリーディングラッシャーとなったピート・ジョンソンをプロ入りから3年で1,471ヤードしか走っていないサンディエゴ・チャージャーズの若手RBジェームズ・ブルックスとトレードした。このトレードは大成功でブルックスはその後8シーズンチームに在籍し6,447ヤードを走りチームのリーディングラッシャーとなった（後にコーリー・ディロンが記録を更新）。またプロボウルに4回選ばれた。10月28日のヒューストン・オイラーズ戦でFBのラリー・キンブリューが4タッチダウンのチーム記録をつくった。
1986年シーズン、9月28日、スーパーボウルチャンピオンのシカゴ・ベアーズをホームに迎えたが7-44とフランチャイズ史上に残る大敗を喫した。12月21日のニューヨーク・ジェッツ戦でブーマー・アサイアソンが5TDパスを投げるチーム記録を作った。このシーズンを最後にケン・アンダーソンは引退した。
1987年9月20日、サンフランシスコ・フォーティナイナーズ戦でチームは試合残り54秒、26-20とリードし、自陣45ヤード地点でボールを持っていた。ここからディレイ・オブ・ゲームなどで残り6秒、自陣30ヤードまで後退した。サム・ワイチヘッドコーチはここでパントを蹴らずにブルックスを走らせたが相手ディフェンスに止められ、2秒を残して攻撃権を渡した。ここでジョー・モンタナからジェリー・ライスへの25ヤードのTDパスが決まりチームは26-27で敗れた。
1988年シーズンには開幕から6連勝した後、10月16日のニューイングランド・ペイトリオッツ戦でアサイアソンが5インターセプトのチームワーストの記録をつくり敗れた。11月6日のピッツバーグ・スティーラーズ戦でWRのエディ・ブラウンがチーム記録となる216ヤードのレシーブ記録をつくり勝利した。12月17日のシーズン最終週のワシントン・レッドスキンズ戦を延長の末、ジム・ブリーチのFGで20-17で破り12勝4敗で5度目の地区優勝を果たした。QBアサイアソンはQBレイティングトップとなり、シーズンMVPに選ばれた。プレーオフでもシアトル・シーホークスを21-13、バッファロー・ビルズを21-10で破りマイアミのジョー・ロビー・スタジアムで行われた第23回スーパーボウルに出場した。試合前夜にFBのスタンリー・ウィルソンがコカインの使用で逮捕されて試合に出場できなくなった（彼は3度目の使用であったためリーグから追放された。）。このためワイチヘッドコーチはキックオフ1時間前にゲームプランの練り直しを迫られた。オールプロのノーズタックル、ティム・クラムライが第1Q開始早々ロジャー・クレイグにタックルした際に負傷退場した。第4Qにエンドゾーンでルイス・ビラップスがジョー・モンタナのパスをインターセプトしかけたが、次のプレイでジェリー・ライスへのタッチダウンパスが通り13-13の同点となった。ブリーチのFGで16-13とベンガルズがリードし、続くキックオフでイリーガルブロックの反則もあり残り時間3分10秒でフォーティナイナーズ自陣8ヤードからの攻撃となった。ここからモンタナの有名なドライブが始まった。ライスやクレイグへのパス、クレイグのランでフォーティナイナーズはボールを前進させ、最後はジョン・テイラーへのタッチダウンパスが残り時間34秒で決まり、11プレイ92ヤードの逆転ドライブが終了した。その後の反撃は失敗し、16-20でベンガルズは敗れた。
1989年シーズン、10月29日のタンパベイ・バッカニアーズ戦ではアサイアソンが5タッチダウンパスを投げ、トータルでチーム記録となる8タッチダウンをあげた。12月17日のヒューストン・オイラーズ戦で61-7と圧勝したが、翌週敗れ8勝8敗でプレーオフを逃した。

### 1990年代 - プレーオフで勝利無し
1990年10月7日、ロサンゼルス・ラムズ戦でアサイアソンがチーム記録となる490ヤードを投げた。オーバータイムにブリーチの決勝FGが決まり34-31で勝利した。このシーズンはワイルドカード・プレーオフで勝ち、こののちは2021年シーズンまではプレーオフで一勝もできなかった。
1991年8月5日、ポール・ブラウンオーナーが亡くなった。チームは3勝13敗に終わった。シーズン終了後、サム・ワイチはチームを去ることになったがマイク・ブラウンはワイチが辞任したと述べ、一方ワイチは解任されたと述べている。
1992年、ドン・シュラの息子、デイブ・シュラがNFL最年少ヘッドコーチとなったが好成績を修めることができず1996年に1勝6敗となったところで解任された。シュラヘッドコーチの通算成績は19勝52敗であった。
1992年チームはドラフト1巡目全体6位でQBデビッド・クリングラーを獲得した。
1994年、ニューヨーク・ジェッツの控えQBであったジェフ・ブレイクと契約した。
1994年にはDTダン・ウィルキンソン、1995年にはRBキジャナ・カーターをNFLドラフト全体1位で指名したがチーム成績は上向きにはならなかった。
1995年8月17日デトロイト・ライオンズとのプレシーズンゲームで、この年トレードアップにより手に入れたドラフト全体1位で指名したキジャナ・カーターがひざを負傷し、シーズン絶望となった。カーターはキャリアで100ヤードを超えることわずか1試合、1999年シーズン終了後キャリアを終えた。
1996年、デイブ・シュラが1勝6敗で辞任した後、かつてチームのタイトエンド、オフェンスコーディネーターを務めたブルース・コスレットが就任し、シーズン残り試合を7勝2敗で終えて、8勝8敗の五分でシーズンを終えた。
1997年12月4日、コーリー・ディロンが40年前にジム・ブラウンが作ったNFL新人ラッシング記録を塗り替える246ヤードを走り41-14で勝利した。
1998年、長年チームのオフェンスラインを支えていたアンソニー・ムニョスがプロフットボール殿堂入りを果たした。

### 2000年から2019年まで - スタジアム移転と低迷

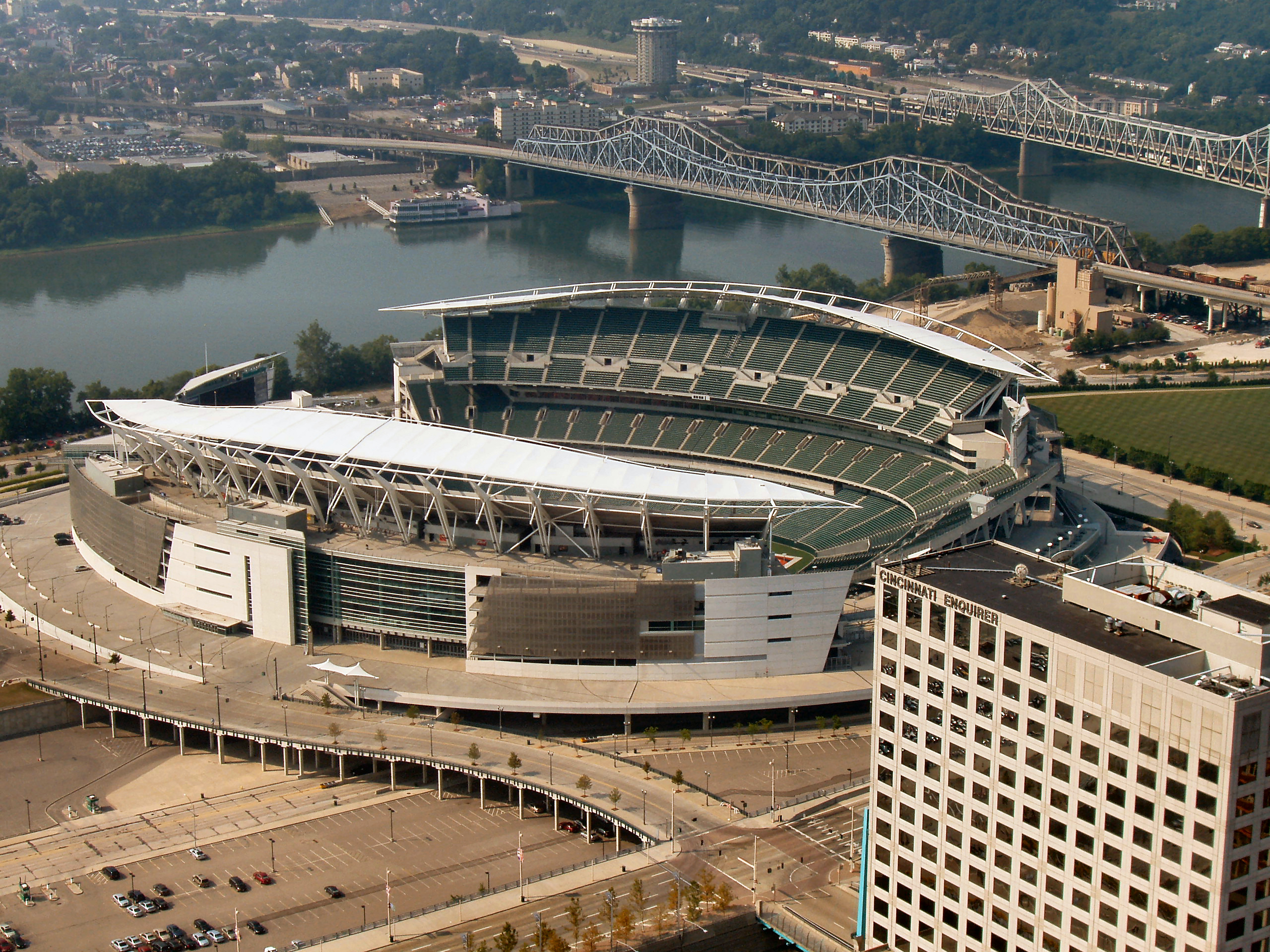
2000年に移転したポール・ブラウン・スタジアム（現ペイコー・スタジアム）

2000年にチームはポール・ブラウン・スタジアムに移転した。チームは開幕から3試合合計で7得点しか取れず、3試合目のボルチモア・レイブンズ戦で0-37と敗れた試合がコスレットヘッドコーチの最後の試合となった。彼がヘッドコーチの期間、チームは21勝39敗であった。後任にはディフェンスコーディネーターを務めていたディック・ルボーが就任した。ルボーはゾーンブリッツを取り入れチームのディフェンスは向上したが、チームの勝利には直結せず2002年は2勝14敗に終わるなど、12勝33敗でチームを去った。
2000年10月22日のデンバー・ブロンコス戦でコーリー・ディロンがそれまでウォルター・ペイトンが持っていた1試合のラッシングNFL記録である275ヤードを更新する278ヤードを走り、チームは31-21で勝利した。
2003年にボルチモア・レイブンズ、ワシントン・レッドスキンズでディフェンスコーディネーターを務めたマービン・ルイスがヘッドコーチに就任した。またドラフト全体1位でQBカーソン・パーマーを指名した。パーマーはこの年出場機会を得られなかったがQBジョン・キトナがカムバック賞を受賞する活躍を見せて、チームは開幕から9連勝していたカンザスシティ・チーフスを破るなど8勝8敗で終えた。シーズンオフにルイスヘッドコーチは4年契約を結んだ。
2004年には2年目のカーソン・パーマーが先発QBとなった。同年のブラウンズ戦は58-48という1970年にAFLとNFLが統合して以降、両チームによる合計得点最高記録を樹立することとなった試合を制した。この年は8勝8敗で終えた。
2005年、チームは1990年以来15年ぶりに勝ち越し、11勝5敗で地区優勝を果たし15年ぶりにプレーオフ進出を果たしたが初戦で同地区のライバル、ピッツバーグ・スティーラーズに敗れてシーズンを終えた。
2006年には選手9人が逮捕されるなどフィールドの外での不祥事が目立った。チームは8勝8敗でシーズンを終えた。
その後2007年は7勝9敗で終えた。
2008年、この年はけが人が続出しエースQBのパーマーは4試合しか出場できず、開幕から8連敗したもののこのシーズンからディフェンスコーディネーターとなったマイク・ジマーによりディフェンスは改善されて最後の3試合では9Q連続で相手にタッチダウンを許さず後半の8試合を4勝3敗1分とし4勝11敗1分でシーズンを終えた。
2009年、過去3シーズンチームトップのレシーブヤードを獲得していたT・J・フーシュマンザーデとの再契約を目指したが彼はシアトル・シーホークスに去った。この年10月8日にマイク・ジマーディフェンスコーディネーターの妻が亡くなり、12月17日にはクリス・ヘンリーが事故死するという不幸が重なった。チームはそれを乗り越え10勝6敗で4年ぶりに地区優勝を果たすと共に同地区対決で6戦全勝した。これはチーム創設以来の快挙であった。9月20日のグリーンベイ・パッカーズ戦ではアントワン・オドムが5サックをあげた。10月4日のクリーブランド・ブラウンズ戦ではオーバータイム残り4秒でシェーン・グレアムが31ヤードのFGを決めて23-20で勝利した。プレーオフ初戦でニューヨーク・ジェッツに敗れた。シカゴ・ベアーズに在籍していた当時問題児扱いされ前年にチームに加入したセドリック・ベンソンが1,251ヤードを走った。
2010年、チームには優勝を渇望しているベテランWRテレル・オーウェンスが加入したが、チームはミスが目立ち不振にあえいでいる。

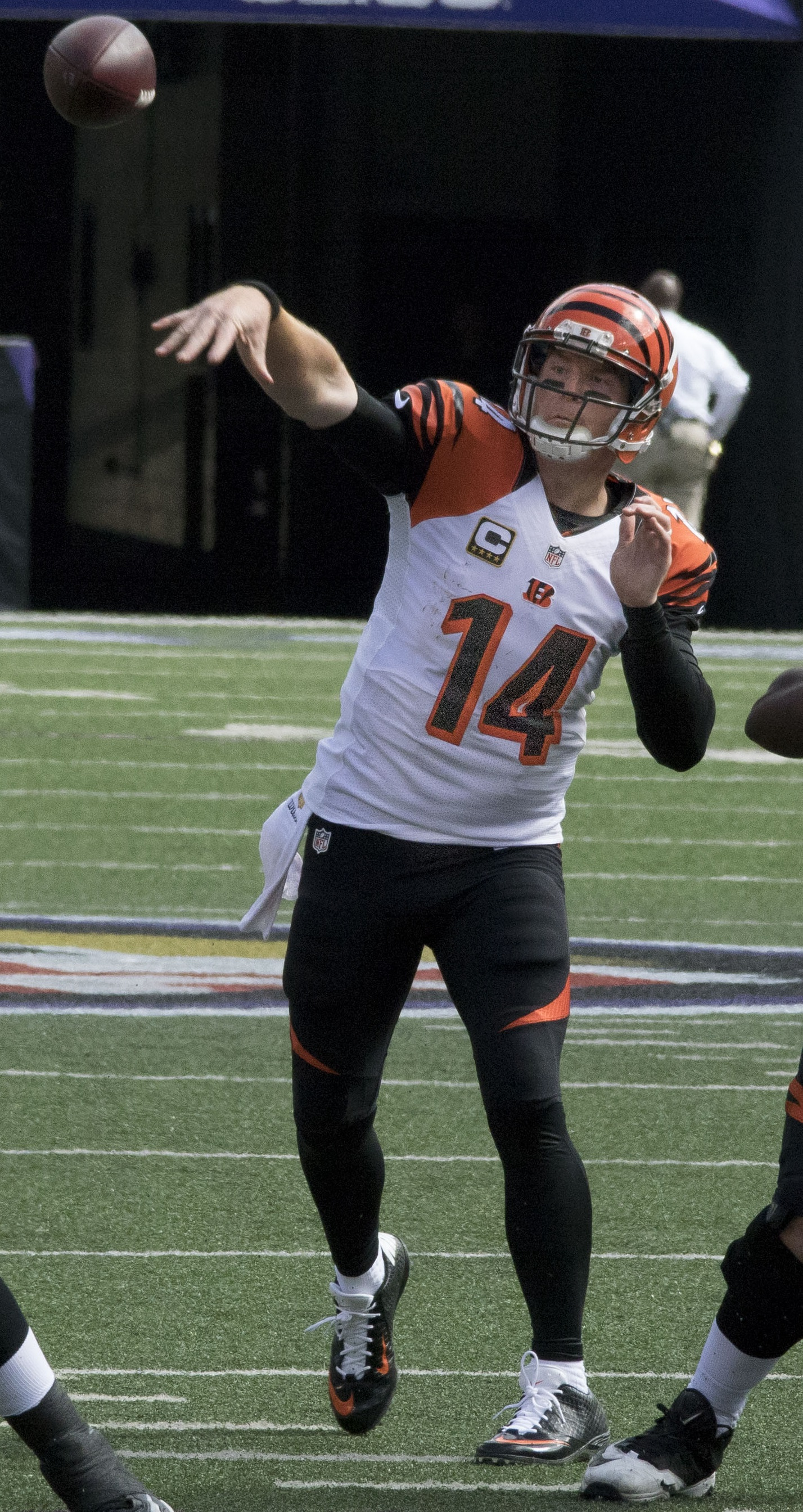
2011年から2019年まで在籍したQBアンディ・ダルトン

2011年、カーソン・パーマーがチームから放出されることを訴えた。チームはドラフト1巡でWRのA・J・グリーン、2巡でQBのアンディ・ダルトンを獲得、チームは9勝7敗でAFC北地区3位ながらプレーオフ出場を果たした。なおトレード期限ぎりぎりにパーマーはオークランド・レイダースに2012年のドラフト1巡、2013年のドラフト2巡指名権と引き換えにトレードされた。シーズンは、グリーンとダルトンの新人コンビが、合計1057ヤードを獲得するなど活躍を果たし、ワイルドカード枠でプレーオフへの進出を果たした。プレーオフではヒューストン・テキサンズに敗れてシーズンを終えた。
2012年、10勝6敗となり2年連続でプレーオフに出場した。しかし、プレーオフ初戦で再びテキサンズに敗れ敗退となった。
2013年、地区優勝を果たし、3年連続でプレーオフに進出するも、初戦でサンディエゴ・チャージャーズに敗れ敗退した。マイク・ブラウンのオーナー就任以降のプレーオフ戦績は0勝5敗となった。
2014年、開幕4連勝を果たすなど好調を維持し、チーム初となる4年連続でプレーオフに進出する。しかし、初戦でインディアナポリス・コルツに敗れ、4連続のプレーオフは全て初戦敗退となった。
2015年、開幕8連勝を果たすも後半に敗戦が続いた。地区優勝で進んだプレーオフではピッツバーグ・スティーラーズにラスト1分での逆転負けを喫し、NFL史上初となる5年連続プレーオフ初戦敗退という不名誉な記録となった。
2016年、アンディ・ダルトン、ジョニー・バーナード、ジェレミー・ヒルら主力が相次いで離脱し、プレーオフの連続出場記録は途絶えた。ダルトンにとってはプレーオフに進出しなかった初めてのシーズンとなった。
2017年、開幕から敗戦が続き、マービン・ルイスHCの進退もかかっていたが、7勝9敗でシーズンを終え、プレーオフ出場とならなかったものの、ルイスは残留が決まった。
2018年、開幕こそ好調だったものの、次第に負けが込み始め、ディフェンス・コーディネーターのテリル・オースティンがシーズン中に解雇される。その後、A・J・グリーンの負傷などもあり、3年連続でプレーオフを逃し、地区最下位に沈んだ。マービン・ルイスは、契約を1年残し引退を表明した。後任としてロサンゼルス・ラムズでQBコーチを務めていたザック・テイラーが就任した。
2019年、開幕から低空飛行を続け、11試合終わったところで全敗となった。最終的には2勝12敗の地区最下位かつリーグ最下位となるも、翌年のドラフト1位指名権を獲得した。

### 2020年以降 - バロウによる復活

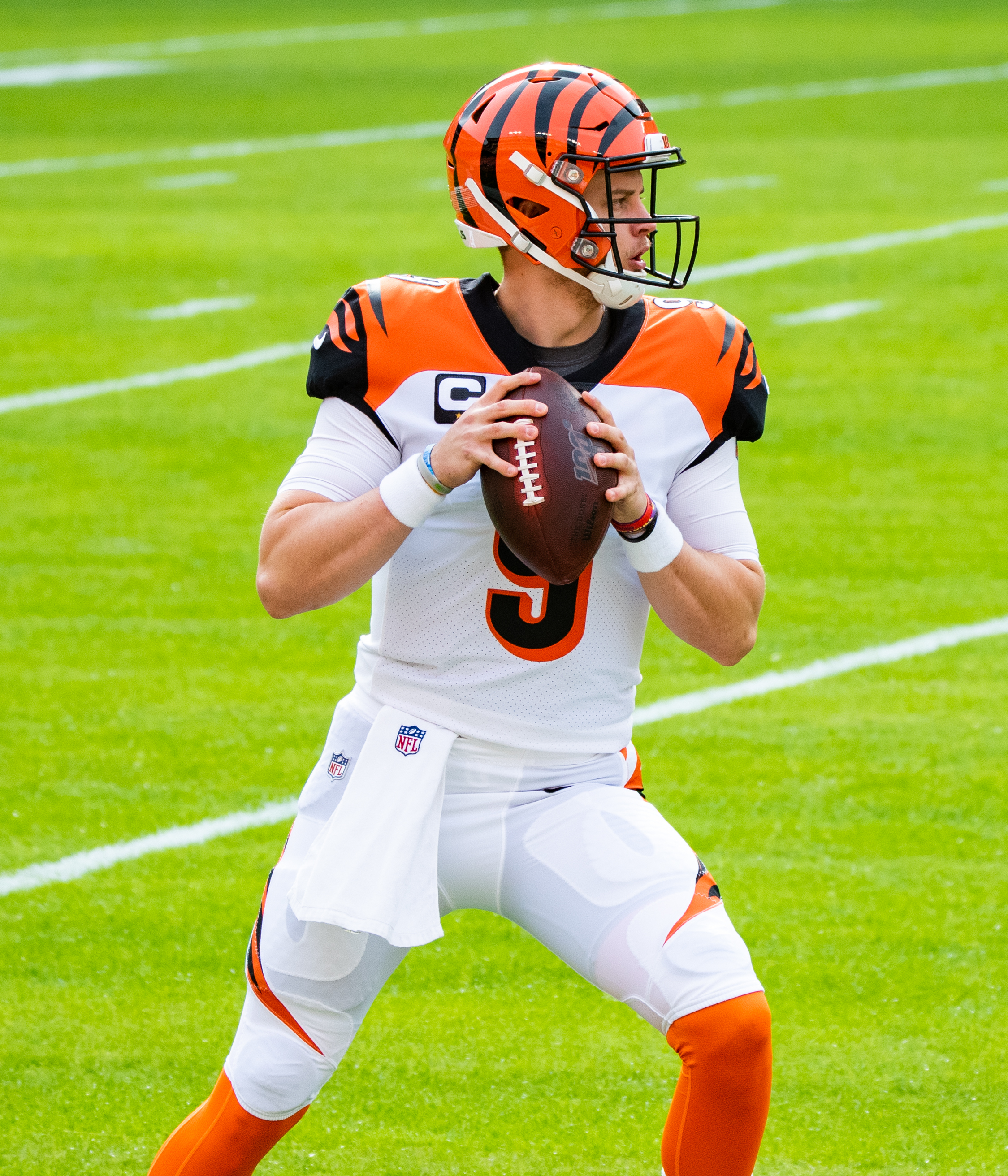
2020年からQBを務めるジョー・バロウ

2020年、NFLドラフト全体1位でルイジアナ州立大学のQBジョー・バロウを指名した。バロウの入団直後の5月2日、アンディ・ダルトンをダラス・カウボーイズへ放出した。バロウは第11週で負傷してその後は欠場し、3年連続の地区最下位でプレーオフを逃した。
2021年にはバロウが怪我から回復して地区優勝を遂げた。ワイルドカード・プレーオフではラスベガス・レイダースに勝ち、31年ぶりのプレーオフ勝利をあげた。次戦でもシード1位のテネシー・タイタンズを破り、球団史上初のプレーオフでのロード勝利をあげた。更にAFCチャンピオンシップ・ゲームではカンザスシティ・チーフスを延長で破り、第56回スーパーボウルに進出した。スーパーボウルでは接戦の末、4Q残り1分25秒で逆転のTDを許し、ロサンゼルス・ラムズに敗れた。
2022年8月、ポール・ブラウン・スタジアムの命名権を売却し、ペイコー・スタジアムとした。2022年シーズンにも2年連続でプレーオフ進出を果たした。第17週のすでに地区優勝を決めているビルズ戦第1Qで、ビルズのディフェンスのセーフティのダマー・ハムリンがベンガルズWRのティー・ヒギンズへのタックル後に昏倒し一時は心肺停止となったために、試合は止められて延期された。日程の余裕がなく他のチームのプレーオフ進出には影響がないために、数日後には中止されて両チームは他チームより試合数が一つ少ないこととなった。この試合でベンガルズが敗北しかつ次週レイブンズに敗れればレイブンズに地区優勝の可能性があったが、不均等の試合数での勝率をもってベンガルズが北地区優勝となり第3シードでプレーオフに進んだ。しかし、今シーズンのAFCチャンピオンシップの開催地が、中止試合の結果次第で変化したはずの場合は開催地は中立地とすること、プレーオフのワイルドカードラウンドでレイブンズとベンガルズが対戦して、その開催地がやはり中止試合の結果次第で変化したはずの場合はコイントスで開催地を決定すると発表された。だが最終戦でレイブンズを破ったためにコイントスは行われず、ワイルドカードラウンドでは本拠地にレイブンズを迎えた。試合では、レイブンズのQBスニークのファンブルから98ヤードのリターン・タッチダウンをディフェンスが決め、そのまま勝利した。ディビジョナルラウンドではビルズを破り、AFCチャンピオンシップゲームでは2年連続でチーフスと当たるも20-23で敗れた。
2023年は、5勝4敗で迎えた2023年11月17日に、QBのジョー・バロウが右手首靱帯を断裂し、残りシーズンを彼無しで闘うことになった。プレーオフ進出を逃した。
2024年は、バロウが全試合の全時間をプレーし、最後の5試合を連勝で終えるも最終週にプレーオフを逃した。

## 文化

### ロゴ、ユニフォーム
1968年にチームが結成された際、ユニフォームはクリーブランド・ブラウンズのものをベースとした。ポール・ブラウンはアート・モデルオーナーに解任された時点では用具の所有権を持っており、それを新チームに持ち込んだ。ブラウンズのチームカラーがオレンジ、茶、白を基調としたものであったのに対してベンガルズはオレンジ、黒、白を基調とした。ヘルメットはBENGALSと左右に入っていることを除きブラウンズのものとほぼ同じであった。1981年チームのユニフォーム、ヘルメットはオレンジと黒の縦縞となった。

### マスコット
公式マスコットはベンガルトラのフー・デイ（Who Dey）である。

### チアリーダー
シンシナティ・ベンギャルズ（Cincinnati Ben–Gals）が本拠地、ポール・ブラウン・スタジアムを中心に活動している。

### その他
チームのサマーキャンプはケンタッキー州ジョージタウンにあるジョージタウン・カレッジで行われている。
ベンガルズのオーナーは現在ポール・ブラウンの息子であるマイク・ブラウンが主要オーナーであり所有権の大半を彼が保持してはいるが個人または一族による単独の所有ではなく幾人かのオーナーが存在し、その中に「NFLで唯一のアジア系オーナー」であるハワイ生まれの日系アメリカ人エディソン・ミヤワキ氏も含まれる。

## 2025年シーズン
|      | AFC            | AFC        | AFC            | AFC            | NFC          | NFC            | NFC          | NFC          |
| 前年 | 西地区         | 南地区     | 北地区         | 東地区         | 西地区       | 南地区         | 北地区       | 東地区       |
| ---- | -------------- | ---------- | -------------- | -------------- | ------------ | -------------- | ------------ | ------------ |
| 1位  | チーフス       | テキサンズ | レイブンズ     | ビルズ         | ラムズ       | バッカニアーズ | ライオンズ   | イーグルス   |
| 2位  | チャージャーズ | コルツ     | スティーラーズ | ドルフィンズ   | シーホークス | ファルコンズ   | バイキングス | コマンダース |
| 3位  | ブロンコス     | ジャガーズ | ベンガルズ     | ジェッツ       | カージナルス | パンサーズ     | パッカーズ   | カウボーイズ |
| 4位  | レイダース     | タイタンズ | ブラウンズ     | ペイトリオッツ | 49ers        | セインツ       | ベアーズ     | ジャイアンツ |

 ：1度対戦　 ：2度対戦
| 年   | 成績               | AFC  | 地区 | 勝 | 敗 | 分 | 率   | Div | Con  | 平均得点 | 平均失点 |
| ---- | ------------------ | ---- | ---- | -- | -- | -- | ---- | --- | ---- | -------- | -------- |
| 2025 |                    |      |      | 0  | 0  | 0  | –    | -   | -    |          |          |
| 2024 | レギュラー敗退     | 8位  | 3位  | 9  | 8  | 0  | .529 | 3–3 | 6-6  | 27.8     | 25.5     |
| 2023 | レギュラー敗退     | 8位  | 4位  | 9  | 8  | 0  | .529 | 1–5 | 4–8  | 21.5     | 22.6     |
| 2022 | AFC決勝敗退        | 3位  | 優勝 | 12 | 4  | 0  | .750 | 3-3 | 8-3  | 26.1     | 20.1     |
| 2021 | AFC優勝/SB敗戦     | 4位  | 優勝 | 10 | 7  | 0  | .588 | 4-2 | 8-4  | 27.1     | 22.1     |
| 2020 | レギュラー敗退     | 13位 | 4位  | 4  | 11 | 1  | .281 | 1-5 | 4-8  | 19.4     | 26.5     |
| 2019 | レギュラー敗退     | 16位 | 4位  | 2  | 14 | 0  | .125 | 1-5 | 2-10 | 17.4     | 26.3     |
| 2018 | レギュラー敗退     | 12位 | 4位  | 6  | 10 | 0  | .375 | 1-5 | 4-8  | 23.0     | 28.4     |
| 2017 | レギュラー敗退     | 9位  | 3位  | 7  | 9  | 0  | .438 | 3-3 | 6-6  | 18.1     | 21.8     |
| 2016 | レギュラー敗退     | 12位 | 3位  | 6  | 9  | 1  | .406 | 3-3 | 5-7  | 20.3     | 19.7     |
| 2015 | ワイルドカード敗退 | 3位  | 優勝 | 12 | 4  | 0  | .750 | 5-1 | 9-3  | 26.2     | 17.4     |
| 2014 | ワイルドカード敗退 | 5位  | 2位  | 10 | 5  | 1  | .656 | 3-3 | 7-5  | 22.8     | 21.5     |
| 2013 | ワイルドカード敗退 | 3位  | 優勝 | 11 | 5  | 0  | .688 | 3-3 | 8-4  | 26.9     | 19.1     |
| 2012 | ワイルドカード敗退 | 6位  | 2位  | 10 | 6  | 0  | .625 | 3-3 | 7-5  | 24.4     | 20.0     |
| 2011 | ワイルドカード敗退 | 6位  | 3位  | 9  | 7  | 0  | .563 | 2-4 | 6-6  | 21.5     | 20.2     |
| 2010 | レギュラー敗退     | 16位 | 4位  | 4  | 12 | 0  | .250 | 2-4 | 3-9  | 20.1     | 24.7     |
| 2009 | ワイルドカード敗退 | 4位  | 優勝 | 10 | 6  | 0  | .625 | 6-0 | 7-5  | 19.1     | 18.2     |
| 2008 | レギュラー敗退     | 14位 | 3位  | 4  | 11 | 1  | .281 | 1-5 | 3-9  | 12.8     | 22.8     |
| 2007 | レギュラー敗退     | 11位 | 3位  | 7  | 9  | 0  | .438 | 3-3 | 6-6  | 23.8     | 24.1     |
| 2006 | レギュラー敗退     | 8位  | 2位  | 8  | 8  | 0  | .500 | 4-2 | 6-6  | 23.3     | 20.7     |
| 2005 | ワイルドカード敗退 | 3位  | 優勝 | 11 | 5  | 0  | .688 | 5-1 | 7-5  | 26.3     | 21.9     |

### 2024年シーズン成績
| (3)ボルチモア・レイブンズ       | 12 | 5  | 0 | .706 | 4-2 | 8-4 | 518 | 316 | 30.5 | 18.6 | .529 | .525 |
| (6)ピッツバーグ・スティーラーズ | 10 | 7  | 0 | .588 | 3-3 | 7-5 | 380 | 347 | 22.4 | 20.4 | .502 | .453 |
| シンシナティ・ベンガルズ        | 9  | 8  | 0 | .529 | 3–3 | 6-6 | 472 | 434 | 27.8 | 25.5 | .478 | .314 |
| クリーブランド・ブラウンズ      | 3  | 14 | 0 | .176 | 2–4 | 3-9 | 258 | 435 | 15.2 | 25.6 | .536 | .510 |

| AFC 2024       | AFC 2024                           | AFC 2024 | AFC 2024 | AFC 2024 | AFC 2024 | AFC 2024 | AFC 2024 | AFC 2024 | AFC 2024 | AFC 2024 |
| 順 位          | チーム                             | 地 区    | 勝       | 敗       | 分       | 勝率     | DIV      | CON      | SOS      | SOV      |
| 地区優勝       | 地区優勝                           | 地区優勝 | 地区優勝 | 地区優勝 | 地区優勝 | 地区優勝 | 地区優勝 | 地区優勝 | 地区優勝 | 地区優勝 |
| -------------- | ---------------------------------- | -------- | -------- | -------- | -------- | -------- | -------- | -------- | -------- | -------- |
| 1              | カンザスシティ・チーフス           | 西       | 15       | 2        | 0        | .882     | 5-1      | 10-2     | .488     | .463     |
| 2              | バッファロー・ビルズ               | 東       | 13       | 4        | 0        | .765     | 5-1      | 9-3      | .467     | .448     |
| 3              | ボルチモア・レイブンズ             | 北       | 12       | 5        | 0        | .706     | 4-2      | 8-4      | .529     | .525     |
| 4              | ヒューストン・テキサンズ           | 南       | 10       | 7        | 0        | .588     | 5-1      | 8-4      | .481     | .376     |
| ワイルドカード |                                    |          |          |          |          |          |          |          |          |          |
| 5              | ロサンゼルス・チャージャーズ       | 西       | 11       | 6        | 0        | .647     | 4-2      | 8-4      | .467     | .348     |
| 6              | ピッツバーグ・スティーラーズ       | 北       | 10       | 7        | 0        | .588     | 3-3      | 7-5      | .502     | .453     |
| 7              | デンバー・ブロンコス               | 西       | 10       | 7        | 0        | .588     | 3-3      | 6-6      | .502     | .394     |
|                |                                    |          |          |          |          |          |          |          |          |          |
| 8              | シンシナティ・ベンガルズ           | 北       | 9        | 8        | 0        | .529     | 3–3      | 6-6      | .478     | .314     |
| 9              | マイアミ・ドルフィンズ             | 東       | 8        | 9        | 0        | .471     | 3-3      | 6-6      | .419     | .294     |
| 10             | インディアナポリス・コルツ         | 南       | 8        | 9        | 0        | .471     | 3-3      | 7-5      | .457     | .309     |
| 11             | ニューヨーク・ジェッツ             | 東       | 5        | 12       | 0        | .294     | 2-4      | 5-7      | .495     | .341     |
| 12             | ジャクソンビル・ジャガーズ         | 南       | 4        | 13       | 0        | .235     | 3-3      | 4-8      | .478     | .265     |
| 13             | ニューイングランド・ペイトリオッツ | 東       | 4        | 13       | 0        | .235     | 2-4      | 3-9      | .471     | .471     |
| 14             | ラスベガス・レイダース             | 西       | 4        | 13       | 0        | .235     | 0-6      | 3-9      | .540     | .353     |
| 15             | クリーブランド・ブラウンズ         | 北       | 3        | 14       | 0        | .176     | 2–4      | 3-9      | .536     | .510     |
| 16             | テネシー・タイタンズ               | 南       | 3        | 14       | 0        | .176     | 1-5      | 3-9      | .522     | .431     |
| タイブレーク   |                                    |          |          |          |          |          |          |          |          |          |
| 1. 2. 3. 4. 5. |                                    |          |          |          |          |          |          |          |          |          |

|  |                                                      |                                                      |                                                      |                                                |                                  |                                  |                                  |                                |          |    |                                  |                                  |                                  |  |  |                                   |                                   |                                   |
|  | ワイルドカード・プレーオフ                           | ワイルドカード・プレーオフ                           | ワイルドカード・プレーオフ                           |                                                |                                  | ディビジョナル・プレーオフ       | ディビジョナル・プレーオフ       | ディビジョナル・プレーオフ     |          |    |                                  |                                  |                                  |  |  |                                   |                                   |                                   |
|  | 2025年1月11日 M&Tバンク・スタジアム                  | 2025年1月11日 M&Tバンク・スタジアム                  | 2025年1月11日 M&Tバンク・スタジアム                  |                                                |                                  | 1月19日 ハイマーク・スタジアム   | 1月19日 ハイマーク・スタジアム   | 1月19日 ハイマーク・スタジアム |          |    | 1月26日 アローヘッド・スタジアム | 1月26日 アローヘッド・スタジアム | 1月26日 アローヘッド・スタジアム |  |  | 2月9日 シーザーズ・スーパードーム | 2月9日 シーザーズ・スーパードーム | 2月9日 シーザーズ・スーパードーム |
|  | 6                                                    | スティーラーズ                                       | 14                                                   |                                                |                                  | 1月19日 ハイマーク・スタジアム   | 1月19日 ハイマーク・スタジアム   | 1月19日 ハイマーク・スタジアム |          |    | 1月26日 アローヘッド・スタジアム | 1月26日 アローヘッド・スタジアム | 1月26日 アローヘッド・スタジアム |  |  | 2月9日 シーザーズ・スーパードーム | 2月9日 シーザーズ・スーパードーム | 2月9日 シーザーズ・スーパードーム |
|  | 6                                                    | スティーラーズ                                       | 14                                                   |                                                |                                  | 1月19日 ハイマーク・スタジアム   | 1月19日 ハイマーク・スタジアム   | 1月19日 ハイマーク・スタジアム |          |    | 1月26日 アローヘッド・スタジアム | 1月26日 アローヘッド・スタジアム | 1月26日 アローヘッド・スタジアム |  |  | 2月9日 シーザーズ・スーパードーム | 2月9日 シーザーズ・スーパードーム | 2月9日 シーザーズ・スーパードーム |
|  | 3                                                    | レイブンズ                                           | 28                                                   |                                                |                                  | 1月19日 ハイマーク・スタジアム   | 1月19日 ハイマーク・スタジアム   | 1月19日 ハイマーク・スタジアム |          |    | 1月26日 アローヘッド・スタジアム | 1月26日 アローヘッド・スタジアム | 1月26日 アローヘッド・スタジアム |  |  | 2月9日 シーザーズ・スーパードーム | 2月9日 シーザーズ・スーパードーム | 2月9日 シーザーズ・スーパードーム |
|  | 3                                                    | レイブンズ                                           | 28                                                   |                                                |                                  | 1月19日 ハイマーク・スタジアム   | 1月19日 ハイマーク・スタジアム   | 1月19日 ハイマーク・スタジアム |          |    | 1月26日 アローヘッド・スタジアム | 1月26日 アローヘッド・スタジアム | 1月26日 アローヘッド・スタジアム |  |  | 2月9日 シーザーズ・スーパードーム | 2月9日 シーザーズ・スーパードーム | 2月9日 シーザーズ・スーパードーム |
|  | 2025年1月12日 ハイマーク・スタジアム                 | 2025年1月12日 ハイマーク・スタジアム                 | 2025年1月12日 ハイマーク・スタジアム                 | 3                                              | レイブンズ                       | 25                               |                                  |                                |          |    | 1月26日 アローヘッド・スタジアム | 1月26日 アローヘッド・スタジアム | 1月26日 アローヘッド・スタジアム |  |  | 2月9日 シーザーズ・スーパードーム | 2月9日 シーザーズ・スーパードーム | 2月9日 シーザーズ・スーパードーム |
|  | 2025年1月12日 ハイマーク・スタジアム                 | 2025年1月12日 ハイマーク・スタジアム                 | 2025年1月12日 ハイマーク・スタジアム                 | 3                                              | レイブンズ                       | 25                               |                                  |                                |          |    | 1月26日 アローヘッド・スタジアム | 1月26日 アローヘッド・スタジアム | 1月26日 アローヘッド・スタジアム |  |  | 2月9日 シーザーズ・スーパードーム | 2月9日 シーザーズ・スーパードーム | 2月9日 シーザーズ・スーパードーム |
|  | 2025年1月12日 ハイマーク・スタジアム                 | 2025年1月12日 ハイマーク・スタジアム                 | 2025年1月12日 ハイマーク・スタジアム                 |                                                | 2                                | ビルズ                           | 27                               |                                |          |    | 1月26日 アローヘッド・スタジアム | 1月26日 アローヘッド・スタジアム | 1月26日 アローヘッド・スタジアム |  |  | 2月9日 シーザーズ・スーパードーム | 2月9日 シーザーズ・スーパードーム | 2月9日 シーザーズ・スーパードーム |
|  | 2025年1月12日 ハイマーク・スタジアム                 | 2025年1月12日 ハイマーク・スタジアム                 | 2025年1月12日 ハイマーク・スタジアム                 |                                                | 2                                | ビルズ                           | 27                               |                                |          |    | 1月26日 アローヘッド・スタジアム | 1月26日 アローヘッド・スタジアム | 1月26日 アローヘッド・スタジアム |  |  | 2月9日 シーザーズ・スーパードーム | 2月9日 シーザーズ・スーパードーム | 2月9日 シーザーズ・スーパードーム |
|  | 7                                                    | ブロンコス                                           | 7                                                    | AFC                                            | AFC                              | AFC                              |                                  |                                |          |    | 1月26日 アローヘッド・スタジアム | 1月26日 アローヘッド・スタジアム | 1月26日 アローヘッド・スタジアム |  |  | 2月9日 シーザーズ・スーパードーム | 2月9日 シーザーズ・スーパードーム | 2月9日 シーザーズ・スーパードーム |
|  | 7                                                    | ブロンコス                                           | 7                                                    | AFC                                            | AFC                              | AFC                              |                                  |                                |          |    | 1月26日 アローヘッド・スタジアム | 1月26日 アローヘッド・スタジアム | 1月26日 アローヘッド・スタジアム |  |  | 2月9日 シーザーズ・スーパードーム | 2月9日 シーザーズ・スーパードーム | 2月9日 シーザーズ・スーパードーム |
|  | 2                                                    | ビルズ                                               | 31                                                   |                                                | 1月18日 アローヘッド・スタジアム | 1月18日 アローヘッド・スタジアム | 1月18日 アローヘッド・スタジアム |                                |          |    | 1月26日 アローヘッド・スタジアム | 1月26日 アローヘッド・スタジアム | 1月26日 アローヘッド・スタジアム |  |  | 2月9日 シーザーズ・スーパードーム | 2月9日 シーザーズ・スーパードーム | 2月9日 シーザーズ・スーパードーム |
|  | 2                                                    | ビルズ                                               | 31                                                   |                                                | 1月18日 アローヘッド・スタジアム | 1月18日 アローヘッド・スタジアム | 1月18日 アローヘッド・スタジアム |                                |          |    | 1月26日 アローヘッド・スタジアム | 1月26日 アローヘッド・スタジアム | 1月26日 アローヘッド・スタジアム |  |  | 2月9日 シーザーズ・スーパードーム | 2月9日 シーザーズ・スーパードーム | 2月9日 シーザーズ・スーパードーム |
|  | 2025年1月11日 NRGスタジアム                          | 2025年1月11日 NRGスタジアム                          | 2025年1月11日 NRGスタジアム                          | 2                                              | 1月18日 アローヘッド・スタジアム | 1月18日 アローヘッド・スタジアム | 1月18日 アローヘッド・スタジアム | ビルズ                         | 29       |    |                                  |                                  |                                  |  |  | 2月9日 シーザーズ・スーパードーム | 2月9日 シーザーズ・スーパードーム | 2月9日 シーザーズ・スーパードーム |
|  | 2025年1月11日 NRGスタジアム                          | 2025年1月11日 NRGスタジアム                          | 2025年1月11日 NRGスタジアム                          | 2                                              | 1月18日 アローヘッド・スタジアム | 1月18日 アローヘッド・スタジアム | 1月18日 アローヘッド・スタジアム | ビルズ                         | 29       |    |                                  |                                  |                                  |  |  | 2月9日 シーザーズ・スーパードーム | 2月9日 シーザーズ・スーパードーム | 2月9日 シーザーズ・スーパードーム |
|  | 2025年1月11日 NRGスタジアム                          | 2025年1月11日 NRGスタジアム                          | 2025年1月11日 NRGスタジアム                          |                                                | 1月18日 アローヘッド・スタジアム | 1月18日 アローヘッド・スタジアム | 1月18日 アローヘッド・スタジアム | 1                              | チーフス | 32 |                                  |                                  |                                  |  |  | 2月9日 シーザーズ・スーパードーム | 2月9日 シーザーズ・スーパードーム | 2月9日 シーザーズ・スーパードーム |
|  | 2025年1月11日 NRGスタジアム                          | 2025年1月11日 NRGスタジアム                          | 2025年1月11日 NRGスタジアム                          |                                                | 1月18日 アローヘッド・スタジアム | 1月18日 アローヘッド・スタジアム | 1月18日 アローヘッド・スタジアム | 1                              | チーフス | 32 |                                  |                                  |                                  |  |  | 2月9日 シーザーズ・スーパードーム | 2月9日 シーザーズ・スーパードーム | 2月9日 シーザーズ・スーパードーム |
|  | 2025年1月11日 NRGスタジアム                          | 2025年1月11日 NRGスタジアム                          | 2025年1月11日 NRGスタジアム                          | AFCチャンピオンシップ                          | 1月18日 アローヘッド・スタジアム | 1月18日 アローヘッド・スタジアム | 1月18日 アローヘッド・スタジアム |                                |          |    |                                  |                                  |                                  |  |  | 2月9日 シーザーズ・スーパードーム | 2月9日 シーザーズ・スーパードーム | 2月9日 シーザーズ・スーパードーム |
|  | 2025年1月11日 NRGスタジアム                          | 2025年1月11日 NRGスタジアム                          | 2025年1月11日 NRGスタジアム                          |                                                | 1月18日 アローヘッド・スタジアム | 1月18日 アローヘッド・スタジアム | 1月18日 アローヘッド・スタジアム |                                |          |    |                                  |                                  |                                  |  |  | 2月9日 シーザーズ・スーパードーム | 2月9日 シーザーズ・スーパードーム | 2月9日 シーザーズ・スーパードーム |
|  | 2025年1月11日 NRGスタジアム                          | 2025年1月11日 NRGスタジアム                          | 2025年1月11日 NRGスタジアム                          | 1月26日 リンカーン・フィナンシャル・フィールド | 1月18日 アローヘッド・スタジアム | 1月18日 アローヘッド・スタジアム | 1月18日 アローヘッド・スタジアム |                                |          |    |                                  |                                  |                                  |  |  | 2月9日 シーザーズ・スーパードーム | 2月9日 シーザーズ・スーパードーム | 2月9日 シーザーズ・スーパードーム |
|  | 5                                                    | チャージャーズ                                       | 12                                                   |                                                | 1月18日 アローヘッド・スタジアム | 1月18日 アローヘッド・スタジアム | 1月18日 アローヘッド・スタジアム |                                |          |    |                                  |                                  |                                  |  |  | 2月9日 シーザーズ・スーパードーム | 2月9日 シーザーズ・スーパードーム | 2月9日 シーザーズ・スーパードーム |
|  | 5                                                    | チャージャーズ                                       | 12                                                   | 4                                              | テキサンズ                       | 14                               |                                  |                                |          |    |                                  |                                  |                                  |  |  | 2月9日 シーザーズ・スーパードーム | 2月9日 シーザーズ・スーパードーム | 2月9日 シーザーズ・スーパードーム |
|  | 4                                                    | テキサンズ                                           | 32                                                   | 4                                              | テキサンズ                       | 14                               |                                  |                                |          |    |                                  |                                  |                                  |  |  | 2月9日 シーザーズ・スーパードーム | 2月9日 シーザーズ・スーパードーム | 2月9日 シーザーズ・スーパードーム |
|  | 4                                                    | テキサンズ                                           | 32                                                   | 1                                              | チーフス                         | 23                               |                                  |                                |          |    |                                  |                                  |                                  |  |  | 2月9日 シーザーズ・スーパードーム | 2月9日 シーザーズ・スーパードーム | 2月9日 シーザーズ・スーパードーム |
|  | 2025年1月12日 レイモンド・ジェームス・スタジアム     |                                                      |                                                      | 1                                              | チーフス                         | 23                               |                                  |                                |          |    |                                  |                                  |                                  |  |  | 2月9日 シーザーズ・スーパードーム | 2月9日 シーザーズ・スーパードーム | 2月9日 シーザーズ・スーパードーム |
|  | 1月18日 フォード・フィールド                         |                                                      |                                                      |                                                |                                  |                                  |                                  |                                |          |    |                                  |                                  |                                  |  |  | 2月9日 シーザーズ・スーパードーム | 2月9日 シーザーズ・スーパードーム | 2月9日 シーザーズ・スーパードーム |
|  |                                                      |                                                      |                                                      |                                                |                                  |                                  |                                  |                                |          |    |                                  |                                  |                                  |  |  | 2月9日 シーザーズ・スーパードーム | 2月9日 シーザーズ・スーパードーム | 2月9日 シーザーズ・スーパードーム |
|  |                                                      |                                                      |                                                      |                                                |                                  |                                  |                                  |                                |          |    |                                  |                                  |                                  |  |  | 2月9日 シーザーズ・スーパードーム | 2月9日 シーザーズ・スーパードーム | 2月9日 シーザーズ・スーパードーム |
|  |                                                      |                                                      |                                                      |                                                |                                  |                                  |                                  |                                |          |    |                                  |                                  |                                  |  |  | 2月9日 シーザーズ・スーパードーム | 2月9日 シーザーズ・スーパードーム | 2月9日 シーザーズ・スーパードーム |
|  | A1                                                   | チーフス                                             | 22                                                   |                                                |                                  |                                  |                                  |                                |          |    |                                  |                                  |                                  |  |  |                                   |                                   |                                   |
|  | A1                                                   | チーフス                                             | 22                                                   |                                                |                                  |                                  |                                  |                                |          |    |                                  |                                  |                                  |  |  |                                   |                                   |                                   |
|  |                                                      | N2                                                   | イーグルス                                           | 40                                             |                                  |                                  |                                  |                                |          |    |                                  |                                  |                                  |  |  |                                   |                                   |                                   |
|  |                                                      | N2                                                   | イーグルス                                           | 40                                             |                                  |                                  |                                  |                                |          |    |                                  |                                  |                                  |  |  |                                   |                                   |                                   |
|  | 第59回スーパーボウル                                 |                                                      |                                                      |                                                |                                  |                                  |                                  |                                |          |    |                                  |                                  |                                  |  |  |                                   |                                   |                                   |
|  |                                                      |                                                      |                                                      |                                                |                                  |                                  |                                  |                                |          |    |                                  |                                  |                                  |  |  |                                   |                                   |                                   |
|  |                                                      |                                                      |                                                      |                                                |                                  |                                  |                                  |                                |          |    |                                  |                                  |                                  |  |  |                                   |                                   |                                   |
|  | 6                                                    | コマンダース                                         | 23                                                   |                                                |                                  |                                  |                                  |                                |          |    |                                  |                                  |                                  |  |  |                                   |                                   |                                   |
|  | 6                                                    | コマンダース                                         | 23                                                   | 6                                              | コマンダース                     | 45                               |                                  |                                |          |    |                                  |                                  |                                  |  |  |                                   |                                   |                                   |
|  | 3                                                    | バッカニアーズ                                       | 20                                                   | 6                                              | コマンダース                     | 45                               |                                  |                                |          |    |                                  |                                  |                                  |  |  |                                   |                                   |                                   |
|  | 3                                                    | バッカニアーズ                                       | 20                                                   | 1                                              | ライオンズ                       | 31                               |                                  |                                |          |    |                                  |                                  |                                  |  |  |                                   |                                   |                                   |
|  | 2025年1月13日 ステートファーム・スタジアム           |                                                      |                                                      | 1                                              | ライオンズ                       | 31                               |                                  |                                |          |    |                                  |                                  |                                  |  |  |                                   |                                   |                                   |
|  | NFC                                                  |                                                      |                                                      |                                                |                                  |                                  |                                  |                                |          |    |                                  |                                  |                                  |  |  |                                   |                                   |                                   |
|  |                                                      |                                                      |                                                      |                                                |                                  |                                  |                                  |                                |          |    |                                  |                                  |                                  |  |  |                                   |                                   |                                   |
|  | 1月19日 リンカーン・フィナンシャル・フィールド       |                                                      |                                                      |                                                |                                  |                                  |                                  |                                |          |    |                                  |                                  |                                  |  |  |                                   |                                   |                                   |
|  |                                                      |                                                      |                                                      |                                                |                                  |                                  |                                  |                                |          |    |                                  |                                  |                                  |  |  |                                   |                                   |                                   |
|  | 6                                                    | コマンダース                                         | 23                                                   |                                                |                                  |                                  |                                  |                                |          |    |                                  |                                  |                                  |  |  |                                   |                                   |                                   |
|  | 6                                                    | コマンダース                                         | 23                                                   |                                                |                                  |                                  |                                  |                                |          |    |                                  |                                  |                                  |  |  |                                   |                                   |                                   |
|  |                                                      | 2                                                    | イーグルス                                           | 55                                             |                                  |                                  |                                  |                                |          |    |                                  |                                  |                                  |  |  |                                   |                                   |                                   |
|  |                                                      | 2                                                    | イーグルス                                           | 55                                             |                                  |                                  |                                  |                                |          |    |                                  |                                  |                                  |  |  |                                   |                                   |                                   |
|  | 5                                                    | バイキングス                                         | 9                                                    | NFCチャンピオンシップ                          | NFCチャンピオンシップ            | NFCチャンピオンシップ            |                                  |                                |          |    |                                  |                                  |                                  |  |  |                                   |                                   |                                   |
|  | 5                                                    | バイキングス                                         | 9                                                    | NFCチャンピオンシップ                          | NFCチャンピオンシップ            | NFCチャンピオンシップ            |                                  |                                |          |    |                                  |                                  |                                  |  |  |                                   |                                   |                                   |
|  | 4                                                    | ラムズ                                               | 27                                                   |                                                |                                  |                                  |                                  |                                |          |    |                                  |                                  |                                  |  |  |                                   |                                   |                                   |
|  | 4                                                    | ラムズ                                               | 27                                                   |                                                |                                  |                                  |                                  |                                |          |    |                                  |                                  |                                  |  |  |                                   |                                   |                                   |
|  | 2025年1月12日 リンカーン・フィナンシャル・フィールド | 2025年1月12日 リンカーン・フィナンシャル・フィールド | 2025年1月12日 リンカーン・フィナンシャル・フィールド | 4                                              | ラムズ                           | 22                               |                                  |                                |          |    |                                  |                                  |                                  |  |  |                                   |                                   |                                   |
|  | 2025年1月12日 リンカーン・フィナンシャル・フィールド | 2025年1月12日 リンカーン・フィナンシャル・フィールド | 2025年1月12日 リンカーン・フィナンシャル・フィールド | 4                                              | ラムズ                           | 22                               |                                  |                                |          |    |                                  |                                  |                                  |  |  |                                   |                                   |                                   |
|  | 2025年1月12日 リンカーン・フィナンシャル・フィールド | 2025年1月12日 リンカーン・フィナンシャル・フィールド | 2025年1月12日 リンカーン・フィナンシャル・フィールド |                                                | 2                                | イーグルス                       | 28                               |                                |          |    |                                  |                                  |                                  |  |  |                                   |                                   |                                   |
|  | 2025年1月12日 リンカーン・フィナンシャル・フィールド | 2025年1月12日 リンカーン・フィナンシャル・フィールド | 2025年1月12日 リンカーン・フィナンシャル・フィールド |                                                | 2                                | イーグルス                       | 28                               |                                |          |    |                                  |                                  |                                  |  |  |                                   |                                   |                                   |
|  | 7                                                    | パッカーズ                                           | 10                                                   |                                                |                                  |                                  |                                  |                                |          |    |                                  |                                  |                                  |  |  |                                   |                                   |                                   |
|  | 7                                                    | パッカーズ                                           | 10                                                   |                                                |                                  |                                  |                                  |                                |          |    |                                  |                                  |                                  |  |  |                                   |                                   |                                   |
|  | 2                                                    | イーグルス                                           | 22                                                   |                                                |                                  |                                  |                                  |                                |          |    |                                  |                                  |                                  |  |  |                                   |                                   |                                   |
|  | 2                                                    | イーグルス                                           | 22                                                   |                                                |                                  |                                  |                                  |                                |          |    |                                  |                                  |                                  |  |  |                                   |                                   |                                   |

## 過去の成績

### 4地区制（2002年-現在）
- BAL：ボルチモア・レイブンズ、CIN：シンシナティ・ベンガルズ、CLE：クリーブランド・ブラウンズ、PIT：ピッツバーグ・スティーラーズ
- 数字：シード順
- v：スーパーボウル優勝
- s：スーパーボウル敗退
- c：カンファレンス決勝敗退
- d：ディビジョナルプレーオフ敗退
- w：ワイルドカードプレーオフ敗退
- 年表示の背景色が変わっている年はチームがスーパーボウルを制覇した年

| 年   | 地区優勝 | 地区優勝 | 地区優勝 | 地区優勝 | 2位     | 2位 | 2位 | 2位 | 3位     | 3位 | 3位 | 3位 | 4位    | 4位 | 4位 | 4位 |
| 年   | チーム   | 勝       | 負       | 分       | チーム  | 勝  | 負  | 分  | チーム  | 勝  | 負  | 分  | チーム | 勝  | 負  | 分  |
| ---- | -------- | -------- | -------- | -------- | ------- | --- | --- | --- | ------- | --- | --- | --- | ------ | --- | --- | --- |
| 2024 | BAL(3d)  | 12       | 5        | 0        | PIT(6w) | 10  | 7   | 0   | CIN     | 9   | 8   | 0   | CLE    | 3   | 14  | 0   |
| 2023 | BAL(1c)  | 13       | 4        | 0        | CLE(5w) | 11  | 6   | 0   | PIT(7w) | 10  | 7   | 0   | CIN    | 9   | 8   | 0   |
| 2022 | CIN(3c)  | 12       | 4        | 0        | BAL(6w) | 10  | 7   | 0   | PIT     | 9   | 8   | 0   | CLE    | 7   | 10  | 0   |
| 2021 | CIN(4s)  | 10       | 7        | 0        | PIT(7w) | 9   | 7   | 1   | CLE     | 8   | 9   | 0   | BAL    | 8   | 9   | 0   |
| 2020 | PIT(3w)  | 12       | 4        | 0        | BAL(5d) | 11  | 5   | 0   | CLE(6d) | 11  | 5   | 0   | CIN    | 4   | 11  | 1   |
| 2019 | BAL(1d)  | 14       | 2        | 0        | PIT     | 8   | 8   | 0   | CLE     | 6   | 10  | 0   | CIN    | 2   | 14  | 0   |
| 2018 | BAL(4w)  | 10       | 6        | 0        | PIT     | 9   | 6   | 1   | CLE     | 7   | 8   | 1   | CIN    | 6   | 10  | 0   |
| 2017 | PIT(2d)  | 13       | 3        | 0        | BAL     | 9   | 7   | 0   | CIN     | 7   | 9   | 0   | CLE    | 0   | 16  | 0   |
| 2016 | PIT(3c)  | 11       | 5        | 0        | BAL     | 8   | 8   | 0   | CIN     | 6   | 9   | 1   | CLE    | 1   | 15  | 0   |
| 2015 | CIN(3w)  | 12       | 4        | 0        | PIT(6d) | 10  | 6   | 0   | BAL     | 5   | 11  | 0   | CLE    | 3   | 13  | 0   |
| 2014 | PIT(3w)  | 11       | 5        | 0        | CIN(5w) | 10  | 5   | 1   | BAL(6d) | 10  | 6   | 0   | CLE    | 7   | 9   | 0   |
| 2013 | CIN(3w)  | 11       | 5        | 0        | PIT     | 8   | 8   | 0   | BAL     | 8   | 8   | 0   | CLE    | 4   | 12  | 0   |
| 2012 | BAL(4v)  | 10       | 6        | 0        | CIN(6w) | 10  | 6   | 0   | PIT     | 8   | 8   | 0   | CLE    | 5   | 11  | 0   |
| 2011 | BAL(2c)  | 12       | 4        | 0        | PIT(5w) | 12  | 4   | 0   | CIN(6w) | 9   | 7   | 0   | CLE    | 4   | 12  | 0   |
| 2010 | PIT(2s)  | 12       | 4        | 0        | BAL(5d) | 12  | 4   | 0   | CLE     | 5   | 11  | 0   | CIN    | 4   | 12  | 0   |
| 2009 | CIN(4w)  | 10       | 6        | 0        | BAL(6d) | 9   | 7   | 0   | PIT     | 9   | 7   | 0   | CLE    | 5   | 11  | 0   |
| 2008 | PIT(2v)  | 12       | 4        | 0        | BAL(6c) | 11  | 5   | 0   | CIN     | 4   | 11  | 1   | CLE    | 4   | 12  | 0   |
| 2007 | PIT(4w)  | 10       | 6        | 0        | CLE     | 10  | 6   | 0   | CIN     | 7   | 9   | 0   | BAL    | 5   | 11  | 0   |
| 2006 | BAL(2d)  | 13       | 3        | 0        | CIN     | 8   | 8   | 0   | PIT     | 8   | 8   | 0   | CLE    | 4   | 12  | 0   |
| 2005 | CIN(3w)  | 11       | 5        | 0        | PIT(6v) | 11  | 5   | 0   | BAL     | 6   | 10  | 0   | CLE    | 6   | 10  | 0   |
| 2004 | PIT(1c)  | 15       | 1        | 0        | BAL     | 9   | 7   | 0   | CIN     | 8   | 8   | 0   | CLE    | 4   | 12  | 0   |
| 2003 | BAL(4w)  | 10       | 6        | 0        | CIN     | 8   | 8   | 0   | PIT     | 6   | 10  | 0   | CLE    | 5   | 11  | 0   |
| 2002 | PIT(3d)  | 10       | 5        | 1        | CLE(6w) | 9   | 7   | 0   | BAL     | 7   | 9   | 0   | CIN    | 2   | 14  | 0   |

### 3地区制（1970年-2001年）
- BAL:ボルチモア・レイブンズ、CIN:シンシナティ・ベンガルズ、CLE:クリーブランド・ブラウンズ、PIT:ピッツバーグ・スティーラーズ、HOU→TEN：ヒューストン・オイラーズ→テネシー・オイラーズ→テネシー・タイタンズ、JAX：ジャクソンビル・ジャガーズ
- 1982年シーズンはストライキの影響により、地区別成績ではなくカンファレンス上位8チームがプレイオフ進出するルールであったが、ここでは地区別に変換して表記する。
- 括弧内の数字はプレイオフ出場時のシード順（シード制導入前は表記なし）、文字はv：スーパーボウル優勝、s：スーパーボウル敗退・カンファレンス優勝、c：カンファレンス決勝敗退、d：ディビジョナルプレーオフ敗退、w：ワイルドカードプレイオフ敗退。1982年についてはd：2回戦敗退、w：1回戦敗退。

| 年度 | 地区優勝 | 地区優勝 | 地区優勝 | 地区優勝 | 2位     | 2位 | 2位 | 2位 | 3位     | 3位 | 3位 | 3位 | 4位    | 4位 | 4位 | 4位 | 5位    | 5位 | 5位 | 5位 | 6位    | 6位 | 6位 | 6位 |
| 年度 | チーム   | 勝       | 負       | 分       | チーム  | 勝  | 負  | 分  | チーム  | 勝  | 負  | 分  | チーム | 勝  | 負  | 分  | チーム | 勝  | 負  | 分  | チーム | 勝  | 負  | 分  |
| ---- | -------- | -------- | -------- | -------- | ------- | --- | --- | --- | ------- | --- | --- | --- | ------ | --- | --- | --- | ------ | --- | --- | --- | ------ | --- | --- | --- |
| 2001 | PIT(1c)  | 13       | 3        | 0        | BAL(5d) | 10  | 6   | 0   | CLE     | 7   | 9   | 0   | TEN    | 7   | 9   | 0   | JAX    | 6   | 10  | 0   | CIN    | 6   | 10  | 0   |
| 2000 | TEN(1d)  | 13       | 3        | 0        | BAL(4v) | 12  | 4   | 0   | PIT     | 9   | 7   | 0   | JAX    | 7   | 9   | 0   | CIN    | 4   | 12  | 0   | CLE    | 3   | 13  | 0   |
| 1999 | JAX(1c)  | 14       | 2        | 0        | TEN(4s) | 13  | 3   | 0   | BAL     | 8   | 8   | 0   | PIT    | 6   | 10  | 0   | CIN    | 4   | 12  | 0   | CLE    | 2   | 14  | 0   |
| 1998 | JAX(3d)  | 11       | 5        | 0        | TEN     | 8   | 8   | 0   | PIT     | 7   | 9   | 0   | BAL    | 6   | 10  | 0   | CIN    | 3   | 13  | 0   |        |     |     |     |
| 1997 | PIT(2c)  | 11       | 5        | 0        | JAX(5w) | 11  | 5   | 0   | TEN     | 8   | 8   | 0   | CIN    | 7   | 9   | 0   | BAL    | 6   | 9   | 1   |        |     |     |     |
| 1996 | PIT(3d)  | 10       | 6        | 0        | JAX(5c) | 9   | 7   | 0   | CIN     | 8   | 8   | 0   | HOU    | 8   | 8   | 0   | BAL    | 4   | 12  | 0   |        |     |     |     |
| 1995 | PIT(2s)  | 11       | 5        | 0        | CIN     | 7   | 9   | 0   | HOU     | 7   | 9   | 0   | CLE    | 5   | 11  | 0   | JAX    | 4   | 12  | 0   |        |     |     |     |
| 1994 | PIT(1c)  | 12       | 4        | 0        | CLE(4d) | 11  | 5   | 0   | CIN     | 3   | 13  | 0   | HOU    | 2   | 14  | 0   |        |     |     |     |        |     |     |     |
| 1993 | HOU(2d)  | 12       | 4        | 0        | PIT(6w) | 9   | 7   | 0   | CLE     | 7   | 9   | 0   | CIN    | 3   | 13  | 0   |        |     |     |     |        |     |     |     |
| 1992 | PIT(1d)  | 11       | 5        | 0        | HOU(5w) | 10  | 6   | 0   | CLE     | 7   | 9   | 0   | CIN    | 5   | 11  | 0   |        |     |     |     |        |     |     |     |
| 1991 | HOU(3d)  | 11       | 5        | 0        | PIT     | 7   | 9   | 0   | CLE     | 6   | 10  | 0   | CIN    | 3   | 13  | 0   |        |     |     |     |        |     |     |     |
| 1990 | CIN(3d)  | 9        | 7        | 0        | HOU(6w) | 9   | 7   | 0   | PIT     | 9   | 7   | 0   | CLE    | 3   | 13  | 0   |        |     |     |     |        |     |     |     |
| 1989 | CLE(2c)  | 9        | 6        | 1        | HOU(4w) | 9   | 7   | 0   | PIT(5d) | 9   | 7   | 0   | CIN    | 8   | 8   | 0   |        |     |     |     |        |     |     |     |
| 1988 | CIN(1s)  | 12       | 4        | 0        | CLE(4w) | 10  | 6   | 0   | HOU(5d) | 10  | 6   | 0   | PIT    | 5   | 11  | 0   |        |     |     |     |        |     |     |     |
| 1987 | CLE(2c)  | 10       | 5        | 0        | HOU(4d) | 9   | 6   | 0   | PIT     | 8   | 7   | 0   | CIN    | 4   | 11  | 0   |        |     |     |     |        |     |     |     |
| 1986 | CLE(1c)  | 12       | 4        | 0        | CIN     | 10  | 6   | 0   | PIT     | 6   | 10  | 0   | HOU    | 5   | 11  | 0   |        |     |     |     |        |     |     |     |
| 1985 | CLE(3d)  | 8        | 8        | 0        | CIN     | 7   | 9   | 0   | PIT     | 7   | 9   | 0   | HOU    | 5   | 11  | 0   |        |     |     |     |        |     |     |     |
| 1984 | PIT(3c)  | 9        | 7        | 0        | CIN     | 8   | 8   | 0   | CLE     | 5   | 11  | 0   | HOU    | 3   | 13  | 0   |        |     |     |     |        |     |     |     |
| 1983 | PIT(3d)  | 10       | 6        | 0        | CLE     | 9   | 7   | 0   | CIN     | 7   | 9   | 0   | HOU    | 2   | 14  | 0   |        |     |     |     |        |     |     |     |
| 1982 | CIN(3w)  | 7        | 2        | 0        | PIT(4w) | 6   | 3   | 0   | CLE(8w) | 4   | 5   | 0   | HOU    | 1   | 8   | 0   |        |     |     |     |        |     |     |     |
| 1981 | CIN(1s)  | 12       | 4        | 0        | PIT     | 8   | 8   | 0   | HOU     | 7   | 9   | 0   | CLE    | 5   | 11  | 0   |        |     |     |     |        |     |     |     |
| 1980 | CLE(2d)  | 11       | 5        | 0        | HOU(5w) | 11  | 5   | 0   | PIT     | 9   | 7   | 0   | CIN    | 6   | 10  | 0   |        |     |     |     |        |     |     |     |
| 1979 | PIT(2v)  | 12       | 4        | 0        | HOU(4c) | 11  | 5   | 0   | CLE     | 9   | 7   | 0   | CIN    | 4   | 12  | 0   |        |     |     |     |        |     |     |     |
| 1978 | PIT(1v)  | 14       | 2        | 0        | HOU(5c) | 10  | 6   | 0   | CLE     | 8   | 8   | 0   | CIN    | 4   | 12  | 0   |        |     |     |     |        |     |     |     |
| 1977 | PIT(3d)  | 9        | 5        | 0        | CIN     | 8   | 6   | 0   | HOU     | 8   | 6   | 0   | CLE    | 6   | 8   | 0   |        |     |     |     |        |     |     |     |
| 1976 | PIT(3c)  | 10       | 4        | 0        | CIN     | 10  | 4   | 0   | CLE     | 9   | 5   | 0   | HOU    | 5   | 9   | 0   |        |     |     |     |        |     |     |     |
| 1975 | PIT(1v)  | 12       | 2        | 0        | CIN(4d) | 11  | 3   | 0   | HOU     | 10  | 4   | 0   | CLE    | 3   | 11  | 0   |        |     |     |     |        |     |     |     |
| 1974 | PIT(v)   | 10       | 3        | 1        | HOU     | 7   | 7   | 0   | CIN     | 7   | 7   | 0   | CLE    | 4   | 10  | 0   |        |     |     |     |        |     |     |     |
| 1973 | CIN(d)   | 10       | 4        | 0        | PIT(d)  | 10  | 4   | 0   | CLE     | 7   | 5   | 2   | HOU    | 1   | 13  | 0   |        |     |     |     |        |     |     |     |
| 1972 | PIT(c)   | 11       | 3        | 0        | CLE(d)  | 10  | 4   | 0   | CIN     | 8   | 6   | 0   | HOU    | 1   | 13  | 0   |        |     |     |     |        |     |     |     |
| 1971 | CLE(d)   | 9        | 5        | 0        | PIT     | 6   | 8   | 0   | HOU     | 4   | 9   | 1   | CIN    | 4   | 10  | 0   |        |     |     |     |        |     |     |     |
| 1970 | CIN(d)   | 8        | 6        | 0        | CLE     | 7   | 7   | 0   | PIT     | 5   | 9   | 0   | HOU    | 3   | 10  | 1   |        |     |     |     |        |     |     |     |

### AFL西地区
- DEN:デンバー・ブロンコス、KC:カンザスシティ・チーフス、OAK:オークランド・レイダース、SD:サンディエゴ・チャージャーズ、CIN:シンシナティ・ベンガルズ
- 括弧内の文字はV：スーパーボウル（AFL-NFLワールドチャンピオンシップゲーム）優勝、s：スーパーボウル敗退・AFL優勝、a：AFL決勝敗退、d：ディビジョナルプレイオフ敗退、v：AFL優勝（AFL-NFLワールドチャンピオンシップゲーム設立前）

| 年   | 地区優勝 | 地区優勝 | 地区優勝 | 地区優勝 | 2位    | 2位 | 2位 | 2位 | 3位    | 3位 | 3位 | 3位 | 4位    | 4位 | 4位 | 4位 | 5位    | 5位 | 5位 | 5位 |
| 年   | チーム   | 勝       | 負       | 分       | チーム | 勝  | 負  | 分  | チーム | 勝  | 負  | 分  | チーム | 勝  | 負  | 分  | チーム | 勝  | 負  | 分  |
| ---- | -------- | -------- | -------- | -------- | ------ | --- | --- | --- | ------ | --- | --- | --- | ------ | --- | --- | --- | ------ | --- | --- | --- |
| 1969 | OAK(a)   | 12       | 1        | 1        | KC(V)  | 11  | 3   | 0   | SD     | 8   | 6   | 0   | DEN    | 5   | 8   | 1   | CIN    | 4   | 9   | 1   |
| 1968 | OAK(a)   | 12       | 2        | 0        | KC     | 12  | 2   | 0   | SD     | 9   | 5   | 0   | DEN    | 5   | 9   | 0   | CIN    | 3   | 11  | 0   |

## 主な選手

### 永久欠番
| シンシナティ・ベンガルズ 永久欠番一覧 |                  |             |            |           |
| 背番号                                | 選手             | 選手        | ポジション | 在籍期間  |
| 54                                    | ボブ・ジョンソン | Bob Johnson | C          | 1968–1979 |

### プロフットボール殿堂入り
| プロフットボール殿堂入りメンバー一覧 |                        |                |                     |                     |        |
| 選手                                 |                        |                |                     |                     |        |
| 背番号                               | 名前                   | 名前           | ポジション          | 在籍期間            | 選出年 |
| 18                                   | チャーリー・ジョイナー | Charlie Joiner | WR                  | 1972–1975           | 1996   |
| 78                                   | アンソニー・ムニョス   | Anthony Muñoz  | OT                  | 1980–1992           | 1998   |
| 81                                   | テレル・オーウェンス   | Terrell Owens  | WR                  | 2010                | 2018   |
| コーチ・エグゼクティブ               |                        |                |                     |                     |        |
| 名前                                 | 名前                   | 名前           | 役職                | 在籍期間            | 選出年 |
| フォレスト・グレッグ                 | フォレスト・グレッグ   | Forrest Gregg  | ヘッドコーチ        | 1980–1983           | 1977   |
| ディック・ルボー                     | ディック・ルボー       | Dick LeBeau    | コーチ ヘッドコーチ | 1980–1991 1997–2002 | 2010   |

1968年から1991年まで在籍したチームの創設者で元ヘッドコーチのポール・ブラウンも殿堂入りしているが、チーム設立前の1967年に選出されたため、ベンガルズでの成績としては認められていない。

### 個人賞

#### NFL MVP
- ケン・アンダーソン QB 1981年
- ブーマー・アサイアソン QB 1988年

#### ルーキー・オブ・ザ・イヤー
- ポール・ロビンソン 1968年
- グレッグ・クック 1969年
- エディ・ブラウン 1985年
- カール・ピケンズ 1992年

#### 最優秀コーチ
- ポール・ブラウン 1969年、1970年
- マービン・ルイス 2009年

### リング・オブ・オナー
- アンソニー・ムニョス 2021年選出
- ポール・ブラウン 同上
- ケン・アンダーソン 同上
- ケン・ライリー 同上

### 40周年記念チーム
2007年、チームの40周年を記念して、ファン投票によってオールタイムチームを結成した。

## 歴代ヘッドコーチ
- ポール・ブラウン (1968-1975)
- ビル・タイガー・ジョンソン (1976-1978)
- ホーマー・ライス (1978-1979)
- フォレスト・グレッグ (1980-1983)
- サム・ワイチ (1984-1991)
- デイブ・シュラ (1992-1996)
- ブルース・コスレット (1996-2000)
- ディック・ルボー (2000-2002)
- マービン・ルイス (2003-2018)
- ザック・テイラー (2019-)

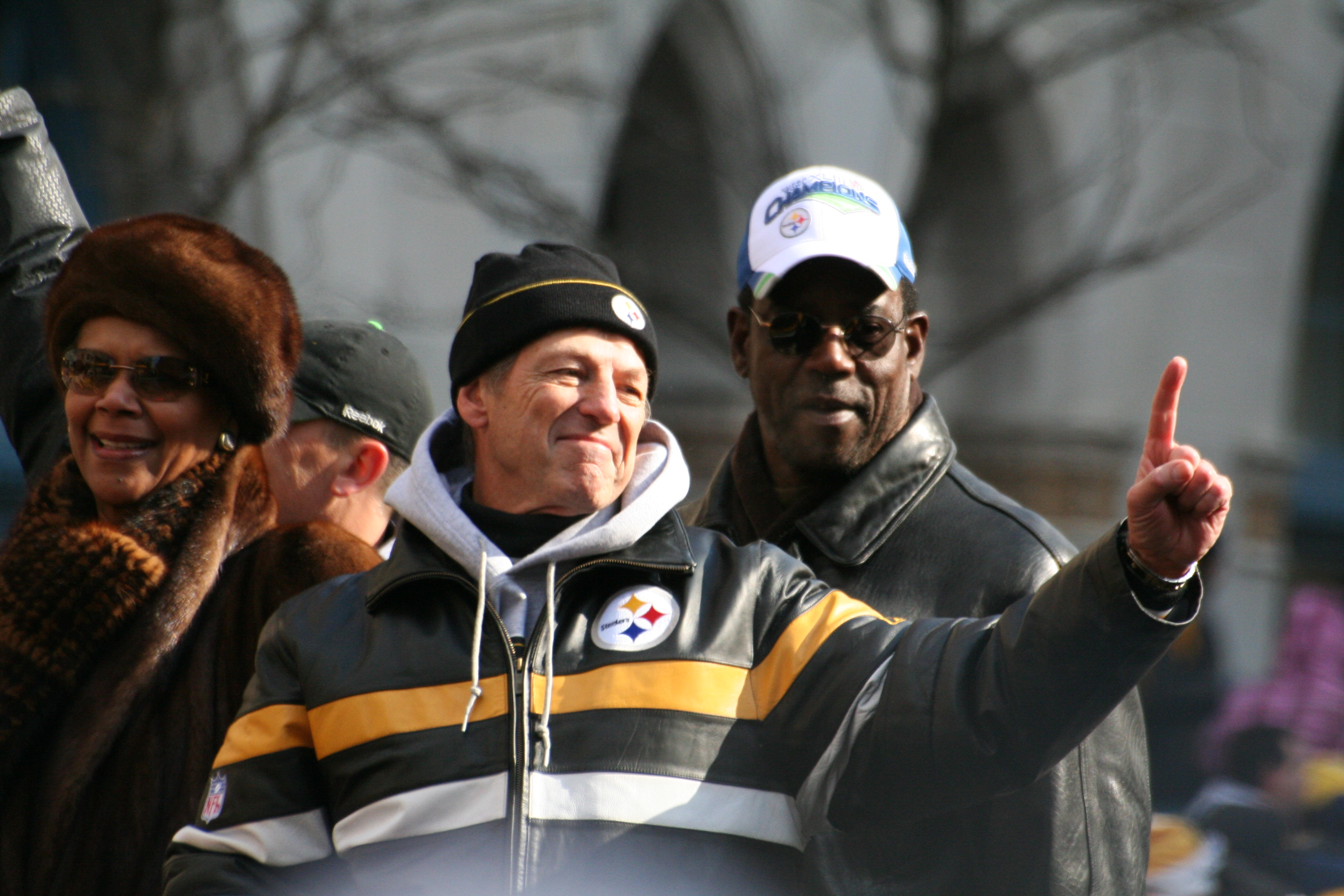
ディック・ルボー